# Shūichi Yoshida (Handballspieler)
Shūichi Yoshida (japanisch 吉田 修一 Yoshida Shūichi; * 26. März 2001 in Wakayama) ist ein japanischer Handballspieler, der dem Kader der japanischen Nationalmannschaft angehört.

## Karriere

### Im Verein
Shūichi Yoshida kam in der Saison 2019/20 mit 18 Jahren nach Europa um in Polen für Grupa Azoty Unia Tarnów zu spielen. In seiner ersten Saison absolvierte er jedoch noch kein Spiel. Nach der Saison 2022/23 ging er nach Frankreich zu Dunkerque HBGL. 2024 wechselte er zum HBC Nantes.

### In Auswahlmannschaften
Yoshida nahm mit der japanischen Nationalmannschaft an den Olympischen Spielen in Tokio teil und schloss das Turnier auf dem elften Platz ab. Er kam in allen fünf Spielen zum Einsatz und erzielte sieben Treffer. 2024 gewann er mit Japan die Silber-Medaille bei den Asienmeisterschaften und wurde zum besten Kreisläufer des Turniers gewählt. Im selben Jahr stand er im Kader für die Olympischen Spiele in Paris und belegte erneut den elften Platz.